# 1회 진로배 세계바둑최강전
1회 진로배 세계바둑최강전은 대한민국, 중국, 일본의 한국 대표가 첫 우승했다.

## 대회 일정
| 구분             | 일정                                | 장소                 |
| ---------------- | ----------------------------------- | -------------------- |
| 개막식           |                                     | 서울 힐튼호텔 국화룸 |
| 1차전            | 1992년 12월 12일 ~ 1992년 12월 15일 | 서울 힐튼호텔 국화룸 |
| 2차전            | 1993년 1월 12일 ~ 1992년 1월 18일   | 서울 힐튼호텔 국화룸 |
| 3차전            | 1993년 2월 25일 ~ 1992년 2월 26일   | 서울 힐튼호텔 국화룸 |
| 시상식 및 폐막식 |                                     | 서울 힐튼호텔 국화룸 |

## 출전 기사 명단
각 국 기사는 순번임
- 일본: 미야자와 고로, 요다 노리모토, 아와지 슈조, 린하이펑, 다케미야 마사키
- 대한민국: 유창혁, 장수영, 이창호, 서봉수, 조훈현
- 중국: 사오웨이강, 위빈, 차오다위안, 류사오광, 마샤오춘

## 대국 결과
| 대국 | 연도   | 대국일자  | 차전  | 대국장소             | 승자                             | 패자                             | 결과              | 기보                             | 비고                                            |
| ---- | ------ | --------- | ----- | -------------------- | -------------------------------- | -------------------------------- | ----------------- | -------------------------------- | ----------------------------------------------- |
| 1    | 1992년 | 12월 9일  | 1차전 | 서울 힐튼호텔 국화룸 | 미야자와 고로 九단 (일본 5장)    | 사오웨이강 五단 (중국 5장)       | 109수 흑 불계승   |                                  |                                                 |
| 2    | 1992년 | 12월 10일 | 1차전 | 서울 힐튼호텔 국화룸 | 유창혁 五단 (한국 5장)           | 미야자와 고로 九단 (일본 5장)    | 276수 백 2집반승  |                                  |                                                 |
| 3    | 1992년 | 12월 11일 | 1차전 | 서울 힐튼호텔 국화룸 | 유창혁 五단 (한국 5장)           | 위빈 九단 (중국 4장)             | 266수 백 불계승   |                                  | 유창혁 五단 2연승                               |
| 4    | 1992년 | 12월 13일 | 1차전 | 서울 힐튼호텔 국화룸 | 요다 노리모토 八단 (일본 4장)    | 유창혁 五단 (한국 5장)           | 189수 흑 불계승   |                                  |                                                 |
| 5    | 1992년 | 12월 14일 | 1차전 | 서울 힐튼호텔 국화룸 | 차오다위안 九단 (중국 3장)       | 요다 노리모토 八단 (일본 4장)    | 222수 흑 4집반승  |                                  |                                                 |
| 6    | 1992년 | 12월 15일 | 1차전 | 서울 힐튼호텔 국화룸 | 차오다위안 九단 (중국 3장)       | 장수영 九단 (한국 4장)           | 225수 흑 반집승   |                                  |                                                 |
| 7    | 1993년 | 1월 12일  | 2차전 | 서울 힐튼호텔 국화룸 | 차오다위안 九단 (중국 3장)       | 아와지 슈조 九단 (일본 3장)      | 187수 흑 불계승   |                                  | 차오다위안 九단 3연승                           |
| 8    | 1993년 | 1월 13일  | 2차전 | 서울 힐튼호텔 국화룸 | 이창호 六단 (한국 3장)           | 차오다위안 九단 (중국 3장)       | 163수 흑 불계승   | [ 깨진 링크 ( 과거 내용 찾기 ) ] |                                                 |
| 9    | 1993년 | 1월 14일  | 2차전 | 서울 힐튼호텔 국화룸 | 린하이펑 九단 (일본 2장)         | 이창호 六단 (한국 3장)           | 252수 백 1집반승  | [ 깨진 링크 ( 과거 내용 찾기 ) ] |                                                 |
| 10   | 1993년 | 1월 16일  | 2차전 | 서울 힐튼호텔 국화룸 | 린하이펑 九단 (일본 2장)         | 류샤오광 九단 (중국 2장)         | 189수 흑 불계승   |                                  | 린하이펑 九단 2연승                             |
| 11   | 1993년 | 1월 17일  | 2차전 | 서울 힐튼호텔 국화룸 | 서봉수 九단 (한국 2장)           | 린하이펑 九단 (일본 2장)         | 266수 흑 11집반승 |                                  |                                                 |
| 12   | 1993년 | 1월 18일  | 2차전 | 서울 힐튼호텔 국화룸 | 서봉수 九단 (한국 2장)           | 마샤오춘 九단 (중국 주장)        | 241수 흑 불계승   |                                  | 서봉수 九단 2연승 중국 탈락                     |
| 13   | 1993년 | 2월 25일  | 3차전 | 서울 힐튼호텔 국화룸 | 다케미야 마사키 九단 (일본 주장) | 서봉수 九단 (한국 2장)           | 206수 백 불계승   |                                  |                                                 |
| 14   | 1993년 | 2월 26일  | 3차전 | 서울 힐튼호텔 국화룸 | 조훈현 九단 (한국 주장)          | 다케미야 마사키 九단 (일본 주장) | 164수 백 불계승   |                                  | 한국 우승!(한중일 국가대항 단체 및 연승전 최초) |

## 대회 결과
대한민국 우승 (6승 4패), 일본 준우승 (5승 5패), 중국 3위 (3승 5패)